# H-1B签证
H-1B签证是美国签发给在该国从事专业技术类工作的人士的签证，属于非移民签证，是美国最主要的工作签证类别。这种签证必须由雇主出面为申请人申请，且申请人的雇用申请书需要美国公民及移民服务局的批准。每年H-1B签证发放85000个名额，其中20000个优先名额属于研究生或研究生以上学历的受益人申请，而另外65000个名额则属于本科生或者没有获取优先名额的其他受益人获取。
H-1B签证持有者可以在美国工作三年，然后可以再延长三年，6年期满后如果签证持有者的身份还没有转化（比如EB-2、EB-3或其他工作类型的签证），就必须离开美国。

## H-1B签证的要求
首先，美国雇主必须证明H-1B受益人担任的职位是“专业职位”， “专业职位”是指满足以下要求的职位（任一即可）：
1. 该职位通常至少需要学士学位或更高学位或相当的学历；
  - 需要注意：对于来美临时工作的时装模特，则没有对应的学位要求，因为模特界本身对学历并无硬性要求，所以没有对应学位的模特也可以申请H-1B签证。
2. 一般来说，该职位对学士学位没有明确要求，但实际操作中，这个工作的复杂程度使得只有拥有某种学位的人才能胜任；
3. 由于该职位的专业性和复杂性，只能由拥有学士学位或更高学位的人来担任，因为他们有专业化的知识；
4. 该职位通常被认为是“专业性”职位；
  - “专业性”职位包括但不限于：建筑师、工程师、教授、老师、研究人员、医疗专家、营养学家、医师、护士、计算机程序员、会计师、律师、社会工作者、经济学家、图书管理员。

## H-1B签证材料
H-1B签证材料可以大致分为公司材料和雇员的材料。根据以上要求：公司材料主要为了证明公司的合法性和可持续经营性，雇员材料主要为了证明雇员的合法身份和背景是否符合移民局的Specialty occupation。

### H-1B签证材料（公司）
- 一封雇主出的申请信（Petition Letter）
- DIY由你代表公司撰写
- 律师申请由律师代表公司撰写
- 公司手册或者其它宣传材料
- 上一年度财务报告或年度报告（填写表格使用）
- 公司章程复印件（若有）
- 办公室租赁复印件（若有）
- 此外，如果公司之前从来没有申请过H-1B签证，还需要提交一份IRS的税号文件

### H-1B签证材料（雇员）
- 所有护照的复印件和I-94表
- 雇员简历复印件
- 若雇员持F-1签证，需附上F-1签证复印件，I-20 和EAD卡
- 下列的其中一项
- 雇员美国学士学位或更高学位的复印件
- 非美国学校学位复印件和其他等同于美国学位的材料证明
- 等同于美国学位的教育背景或其他相关经验的材料证明
- 大学成绩单复印件
- 若雇员持H-1B签证需提供近期以来最新的三张工资单

## 延伸阅读
- Pittsburgh law firm's immigration video sparks an Internet firestorm（页面存档备份，存于）, Pittsburgh Post-Gazette, June 22, 2007
- "Lawmakers Request Investigation Into YouTube Video"（页面存档备份，存于） Sen. Chuck Grassley and Rep. Lamar Smith ask the Labor Department to look into a video they say documents H-1B abuse by companies. Information Week, June 21, 2007
- Oct. 2007 study by The Urban Institute（页面存档备份，存于） – Into the Eye of the Storm: Assessing the Evidence on Science and Engineering Education, Quality, and Workforce Demand' B. Lindsay Lowell and Hal Salzman'
- Guestworkers in the High-Skill U.S. Labor Market: An Analysis of Supply, Employment, and Wage Trends "(2013) Hal Salzman, Daniel Kuehn, B. Lindsay Lowell Economic Policy Institute"